# 亨利二十二世 (羅伊斯-格賴茨)
亨利二十二世（德語：Heinrich XXII.，1846年3月28日—1902年4月19日），羅伊斯-格賴茨親王，1859年至1902年在位。

## 家庭
1872年，亨利與紹姆堡-利珀的伊達結婚，兩人共有1子5女：
- 亨利二十四世（1878年—1927年），末代羅伊斯-格賴茨親王
- 埃瑪公主（1881年—1961年）
- 瑪麗公主（1882年—1942年）
- 卡羅琳公主（1884年—1905年），薩克森-魏瑪-艾森納赫大公夫人
- 赫爾敏公主（1887年—1947年），德皇威廉二世的第二任妻子
- 伊達公主（1891年—1977年）